# Nopiloa
Nopiloa är en ort i Mexiko.   Den ligger i kommunen Tierra Blanca och delstaten Veracruz, i den sydöstra delen av landet, 300 km öster om huvudstaden Mexico City. Nopiloa ligger 39 meter över havet och antalet invånare är 221.
Terrängen runt Nopiloa är platt, och sluttar österut. Runt Nopiloa är det ganska tätbefolkat, med 65 invånare per kvadratkilometer. Trakten runt Nopiloa består till största delen av jordbruksmark.